# 多重關連數組

在計算機科學中，多重關連數組（英語：multimap），是一種抽象資料結構，它儲存著(鍵，值)的有序對，和map不同之處在於，多重關連數組的有序對可以重複。通常，多重關連數組是利用在map中使用串列或集合當作值的欄位。
- 向關聯數組添加配對
- 從關聯數組內刪除配對
- 修改關聯數組內的配對
- 根據已知的鍵尋找配對

## 使用模式
- 當需要對一同一個鍵值儲存大量資料時，可以使用多重關連數組。
- 舉例來說，在學生選課系統中，一個學生可以選擇多門課程，可以使用多重關連數組，將有序對(學生ID, 課程ID)存入多重關連數組中。

## 语言支持

### C++
C++的標準模板庫提供利用平衡樹來實作多重關連數組, ，且SGI的標準模板庫提供了利用雜湊表hash_multimap 

### Dart
由Quiver提供。